# Route nationale 362
Pour les articles homonymes, voir Route 362.
La route nationale 362, ou RN 362, était une route nationale française reliant Maroilles à Avesnes-sur-Helpe et Les Trois-Pavés à Hestrud et à Grandrieu. Entre Avesnes-sur-Helpe et Les Trois-Pavés, son tracé était en commun avec celui de la RN 2.
À la suite de la réforme de 1972, la RN 362 a été déclassée en RD 962.
Voir le tracé de la RN 362 sur Google Maps

## De Maroilles à Avesnes-sur-Helpe et des Trois-Pavés à Hestrud et à Grandrieu (D 962 & N 2)
- Maroilles D 962 (km 0)
- Marbaix D 962 (km 5)
- Avesnes-sur-Helpe N 2 (km 12)
- Les Trois-Pavés, communes de Bas-Lieu, de Dourlers et de Semousies D 962 (km 17)
- Sars-Poteries (km 21)
- Solre-le-Château (km 26)
- Hestrud D 962 (km 31)
- Grandrieu  Belgique N 596 (km 32)